# Saint-Bonnet-de-Salendrinque
Saint-Bonnet-de-Salendrinque è un comune francese di 93 abitanti situato nel dipartimento del Gard, nella regione dell'Occitania.

## Società

### Evoluzione demografica
Abitanti censiti